# Trent Lakes
Trent Lakes, till 2013 Galway-Cavendish and Harvey, är en kommun i Kanada. Den ligger i countyt Peterborough County och provinsen Ontario, i den sydöstra delen av landet, 230 km väster om huvudstaden Ottawa.